# 巨野文庙

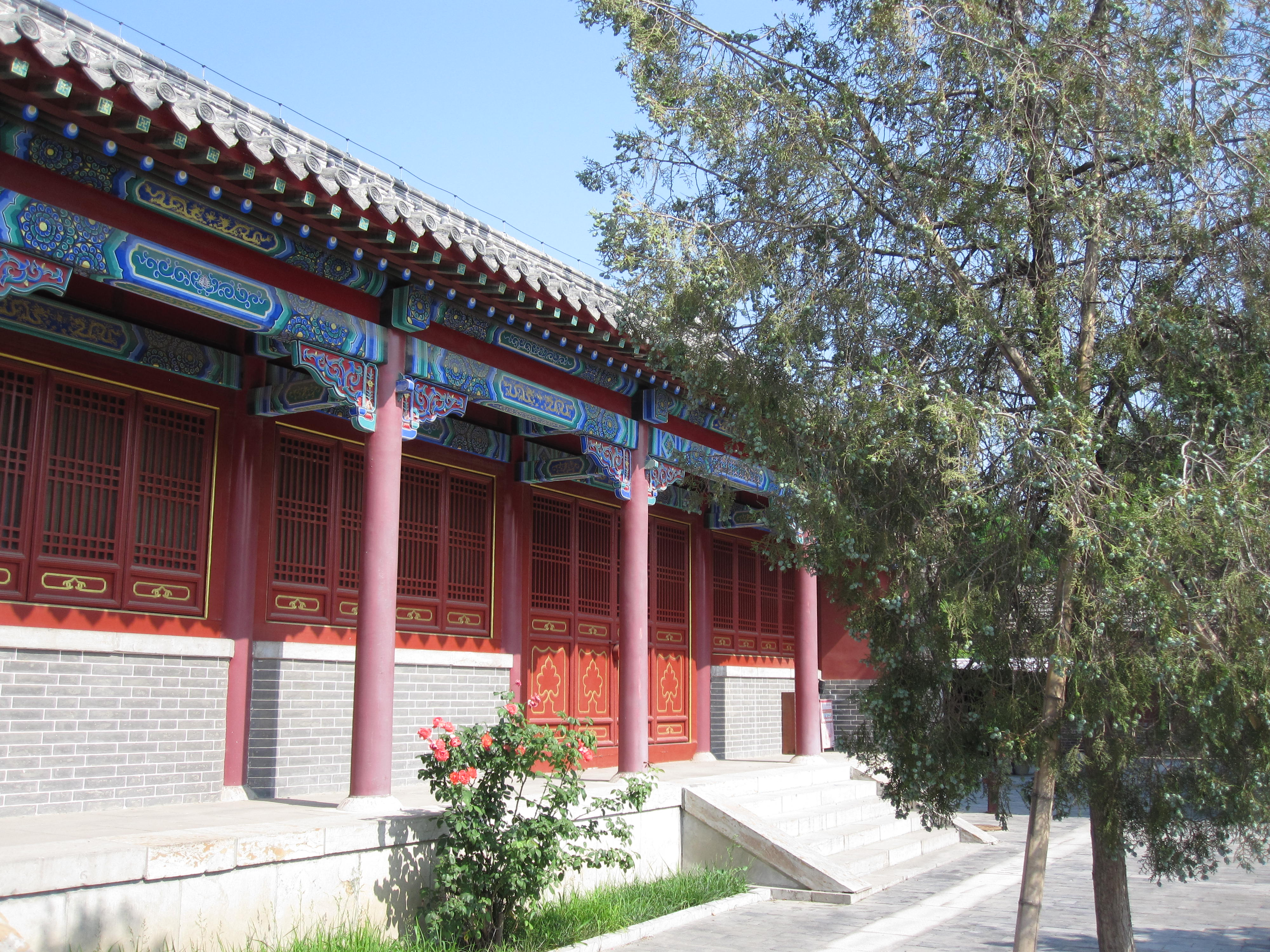
西庑

巨野文庙，位于山东省菏泽市巨野县城区。现有的建筑建于明朝，在清朝时被辟为麟州书院，1947年以后文庙被废，大部份建筑损毁，仅存大成门、大成殿、西庑、东庑等建筑。
2006年12月7日，授予山东省文物保护单位。2013年5月，巨野文庙大成殿被授予全国重点文物保护单位。